# 君のいないサマーデイズ
『君のいないサマーデイズ』（きみのいないサマーデイズ、Les Petits Mouchoirs）は2010年のフランスのドラマ・コメディ映画。
監督はギヨーム・カネ、出演はフランソワ・クリュゼとマリオン・コティヤールなど。
毎年恒例のバカンスに出発した同世代の友人たちがそれぞれに恋愛や家族などの問題に直面していく姿を、フランスを代表する豪華キャスト競演で描いている。
日本では劇場未公開だが、2012年11月18日にWOWOWで放送された他、DVDが2013年1月9日に発売されている。

## キャスト
- マックス: フランソワ・クリュゼ - 裕福な実業家。妻子あり。
- マリー: マリオン・コティヤール - 奔放な独身女性。
- ヴァンサン: ブノワ・マジメル - 整骨医。妻子あり。
- エリック: ジル・ルルーシュ - プレイボーイ。
- リュド: ジャン・デュジャルダン - マリーの元恋人。交通事故で瀕死の重傷を負う。
- アントワーヌ: ローラン・ラフィット（フランス語版） - 別れた恋人に未練を残している男。
- ヴェロニク（ヴェロ）: ヴァレリー・ボネトン（フランス語版） - マックスの妻。
- イザベル: パスカル・アルビロ - ヴァンサンの妻。
- ジャン＝ルイ: ジョエル・デュピュシュ（フランス語版） - マックスの幼なじみ。カキ漁師。
- ジュリエット: アンヌ・マリヴァン（フランス語版） - アントワーヌの元恋人。
- レア: ルイーズ・モノ（フランス語版） - エリックの恋人。駆け出しの女優。
- ナシム: オシン・メラベ - マックスたちの友人。
- ラファエル: マチュー・シェディッド - マリーのセックスフレンド。
- フランク: マキシム・ヌッチ（フランス語版） - マリーの恋人。ギタリスト。

## 作品の評価
アロシネによれば、フランスの26のメディアによる評価の平均点は5点満点中2.9点である。
Rotten Tomatoesによれば、批評家の一致した見解は「『君のいないサマーデイズ』は印象的なキャスト陣とスケールの小さいジレンマを台無しにするほど贅沢をしており、当初の魅力が退屈に向かって曲がりくねっていくコメディになっている。」であり、71件の評論のうち高評価は42%にあたる30件で、平均点は10点満点中5.81点となっている。
Metacriticによれば、25の評論のうち、高評価は11件、賛否混在は12件、低評価は2件で、平均点は100点満点中50点となっている。